# Parafia św. Anny w Piasecznie (powiat miński)
Parafia Świętej Anny w Piasecznie – mariawicka parafia diecezji lubelsko-podlaskiej, Kościoła Starokatolickiego Mariawitów w RP. Jest to jedna z najmniejszych parafii Kościoła Starokatolickiego Mariawitów.
Siedziba parafii oraz kościół parafialny znajduje się w Piasecznie, w gminie Cegłów, powiecie mińskim, województwie mazowieckim. Proboszczem parafii jest kapłan Piotr Maria Grzegorz Dróżdż, przy parafii przebywają kapł. Dariusz Maria Zenon Miklus i Hubert Maria Paschalis Oganiesian. 
Tradycją parafii od wielu lat są organizowane popołudniowe procesje w dniu Uroczystości Bożego Ciała z udziałem duchownych i wiernych z parafii diecezji lubelsko-podlaskiej.

## Zasięg parafii
Do parafii należą wierni z następujących miejscowości: Huta Kuflewska, Kamionka, Podciernie, Podskwarne, Tyborów, Wola Stanisławowska, Wiciejów, Wólka Wiciejowska. 

## Historia parafii
Historia parafii w Piasecznie nieodzownie wiąże się z historią mariawityzmu w Cegłowie. W 1902 doszło w Cegłowie do rozłamu religijnego. Ówczesny proboszcz, ks. Bolesław Wiechowicz przeszedł do wspólnoty mariawitów, a za nim uczyniła to większość parafian. Na potrzeby społeczności mariawickiej wybudowano w 1906 duży neogotycki kościół parafialny, a w pobliskich miejscowościach zbudowano niewielkie kaplice. Jedna z takich kaplic znalazła swoje miejsce w Piasecznie na terenie parafii rzymskokatolickiej z siedzibą w Kiczkach. W 1911 piaseczyńscy mariawici przenieśli życie parafialne do nowo wybudowanego niewielkiego kościoła. Jest to budowla drewniana oszalowana z dwuspadowym dachem krytym blachą. Nad prezbiterium wieżyczka na sygnaturkę zwieńczona krzyżem. Budynek na planie prostokąta, wnętrze trójnawowe, dzielone dwoma rzędami słupów. Od południa przylega do niego zakrystia, od północy wieża z dzwonnicą, której podstawa stanowi kruchtę. Od samego początku prześladowania piaseczyńskich parafian przynosiły efekty, wspólnota mariawicka bardzo szybko traciła wiernych, w wyniku czego postanowiono o wyodrębnieniu filii z parafii Cegłów i utworzenia samodzielnej jednostki parafialnej dla skoncentrowania życia parafialnego. Obecnie w Piasecznie i okolicach mieszka niewielu mariawitów. W lipcu 2010 ukończono remont generalny kościoła.

### Kaplica w Kamionce
Do 2004 parafia posiadała obszerną kaplicę św. Walentego w Kamionce koło Latowicza. Nabożeństwa odbywały się tam co niedzielę o 9:00 oraz suma raz na miesiąc o 11:30, była też odprawiana adoracja ubłagania w ostatni dzień każdego miesiąca. Kaplica w Kamionce początkowo należała do parafii mariawickiej w Cegłowie, następnie w późniejszym czasie była filią podlegającą pod parafię w Piasecznie. W pobliskim Latowiczu przy ul. Senatorskiej również znajdowała się kaplica mariawicka. Kamionkowski „kościółek” ufundowany został ok. 1910 przez Franciszka Chrósta i Ludwika Redę – gospodarzy z Kamionki. 4 czerwca 2004 patronat na kaplicą objął Zespół Szkół im. Rodziny Wyleżyńskich w Wielgolesie, uczniowie opiekują się miejscem w ramach swoich możliwości. Obecnie obiekt jest zamknięty do użytkowania i niedostępny dla zwiedzających, wierni korzystają z posług religijnych w Cegłowie lub Piasecznie.

## Nabożeństwa
- Nabożeństwa niedzielne o godz. 11:00;
- Adoracja miesięczna – 4 dnia każdego miesiąca o godz. 9:00.